# 불국사 극락전
불국사 극락전은 대한민국 경상북도 경주시 불국사에 있는 건물 중 하나이다. 아미타 부처를 모시고 있다. 8세기 중엽 신라시대에 김대성이 불국사를 세우면서 지어졌다. 1593년 임진왜란으로 인해 석조 기단만 남고 소실되었으나 1750년 다시 세워졌다. 백률사 금동약사불입상, 불국사 금동비로자나불좌상, 금동 아미타불좌상이 모셔져 있다.

## 같이 보기
- 경주 불국사 청운교 및 백운교
- 경주 불국사 연화교 및 칠보교